# Ludwig von Sztankovics
Ludwig von Sztankovics, indicato anche come Stankovics (Edelény, 21 agosto 1805 – Vienna, 17 aprile 1868), è stato un generale austriaco.

## Biografia

### La famiglia e i primi anni
Ludwig proveniva da una famiglia nobilitata dall'imperatore Leopoldo I del Sacro Romano Impero che in origine si chiamava Tankovich. Suo padre, Andreas von Sztankovics, aveva intrapreso a suo tempo la carriera militare ed aveva raggiunto il grado di capitano comandato uno squadrone del 3º reggimento ussari "Arciduca Ferdinando". Per i servigi prestati nelle guerre napoleoniche e per "galanteria verso il nemico" venne ricompensato dall'imperatore Francesco I col titolo di cavaliere ereditario nella nobiltà ungherese dal 16 novembre 1827.
Sztankovics entrò nell'esercito austriaco seguendo le orme paterne il 1 agosto 1820 come cadetto nel reggimento di ussari dove suo padre era capo squadrone e dal 16 dicembre 1827 raggiunse il grado di tenente. Dal 16 novembre 1831 venne promosso al grado di capitano con funzione di luogotenente in vece del proprietario del reggimento, il barone Friedrich Karl von Langenau. Sempre con questo grado, nel 1833 venne trasferito al 49º reggimento di fanteria di linea di stanza a Magonza. Il 1 dicembre 1837 venne ufficialmente nominato capitano nel proprio reggimento di fanteria ed il 7 aprile 1842 raggiunse il grado di maggiore, venendo assegnato al 31º reggimento di fanteria dove il 1 giugno 1847 ottenne la nomina a tenente colonnello. In quell'anno venne impegnato nelle operazioni di pacificazione dei villaggi ribelli di Sandauer e Wadowice, sviluppando una notevole esperienza sul campo.

### In Ungheria
Venne destinato ad Arad (odierna Romania) il 14 dicembre 1848 nell'ambito della repressione della rivoluzione ungherese. Alla testa dei suoi uomini assaltò i rivoltosi e riuscì a prenderei il controllo della cittadina. Per questo suo atto di valore venne promosso al rango di colonnello comandante del 31º reggimento di fanteria, oltre ad ottenere la II classe dell'Ordine della Corona ferrea con decorazioni di guerra.
Nel 1849 gli venne affidata la difesa della città di Timișoara con funzione di quartiermastro. Riuscì in breve tempo a completare la programmazione amministrativa della difesa della fortezza locale per un periodo di tre mesi, aumentando la guarnigione di altre 4494 reclute, portando il numero totale degli uomini in zona a 8659. La direzione tattica della difesa della fortezza venne affidata al generale Georg von Rukavinacon, ma quando questi si dimostrò inadatto, il von Sztankovics riunì nelle sue mani l'intero comando locale. Per il valore dimostrato nella gestione di quella situazione d'emergenza, il 26 marzo 1850 ottenne la croce di cavaliere dell'Ordine militare di Maria Teresa ed il governo russo, alleato dell'Austria, gli concesse simultaneamente la II classe dell'Ordine di Sant'Anna con decorazione di guerra e quello di IV classe di San Vladimir. Il 21 giugno 1850 ottenne inoltre dall'imperatore Francesco Giuseppe il titolo ereditario di barone dell'Impero austriaco.
Dopo l'assedio, von Sztankovics portò il 31º reggimento di fanteria di Sibiu in Transilvania dove operò per qualche tempo. Nel 1852 venne promosso maggiore generale ed in quello stesso anno, assieme ai generali Heinrich von Hess, Franz von Hauslab ed altri militari austriaci di rilievo venne nominato consigliere militare dello zar a San Pietroburgo e venne invitato a Mosca dove ricevette per l'occasione la I classe dell'Ordine di San Stanislao. Nel 1853, prendendo parte ad una rivista di truppe, alla presenza del re di Prussia, ricevette anche la II classe dell'Ordine dell'aquila rossa.

### In Italia
Il 3 aprile 1858, von Sztankovics ottenne l'ordine di schierare le proprie truppe a Milano. Con lo scoppio della seconda guerra d'indipendenza italiana del 1859, divenne primo aiutante del feldmaresciallo conte Ferenc Gyulay e prese parte alla battaglia di Magenta dove ebbe modo di distinguersi per prudenza e valore, ottenendo la croce di commendatore dell'Ordine imperiale di Leopoldo. Successivamente ottenne il comando di una divisione che condusse nella battaglia di Solferino e San Martino. Dopo la firma dell'armistizio di Villafranca, rimase a Verona ed ottenne il comando del 5º corpo d'armata col quale venne destinato alla difesa del Tirolo.
Il 16 gennaio 1860 ottenne la proprietà del 66º Reggimento di fanteria e poco dopo venne nominato comandante della fortezza austriaca di Mantova. Tornò nuovamente in Italia nel 1866 con la terza guerra d'indipendenza italiana dove venne premiato per i propri meriti militari della croce al merito militare con decorazioni di guerra. Il re Vittorio Emanuele II d'Italia ne rimase a tal punto impressionato che, quando venne costretto a cedere ai piemontesi la fortezza di Mantova, gli concesse anche la medaglia di commendatore dell'Ordine dei Santi Maurizio e Lazzaro. Il 7 ottobre 1866 venne pensionato ufficialmente col grado di feldzeugmeister.

### Gli ultimi anni
Dopo la pensione, von Sztankovics divenne cittadino onorario di Timișoara e membro onorario della Società Virgiliana per le Arti e le Scienze di Mantova. Morì improvvisamente nella sua casa di Vienna a causa di un infarto nel 1868.

## Matrimonio e figli
Ludwig von Sztankovics sposò Carolina von Roessler nel 1835, dalla quale ebbe due figli, entrambi militari ed entrambi ufficiali: Ludwig, il primogenito, morì a Verona il 29 giugno 1859 col grado di capitano in seguito alle ferite subite nella battaglia di Solferino. Il più giovane, Karl Ludwig (13 ottobre 1836 - 19 luglio 1907), raggiunse invece il grado di feldmaresciallo luogotenente ed il 1 aprile 1898 venne pensionato col grado di Feldzeugmeister, il medesimo raggiunto dal padre.